# Kornrade
Die Kornrade (Agrostemma githago) oder Korn-Rade ist eine Pflanzenart, die zur Familie der Nelkengewächse (Caryophyllaceae) gehört. Weitere deutsche Trivialnamen sind Ackerrade, Ackerkrone, Kornnelke und Kornrose; im Niederdeutschen wird sie Klockenblume und am Rhein Pisspöttken genannt. Die Gartenform wird auch einfach als Rade bezeichnet. 2003 war die Kornrade Blume des Jahres.
Die Kornrade ist wohl ursprünglich im Mittelmeerraum beheimatet. Als Ackerwildkraut, das einerseits wegen seiner Giftigkeit, andererseits aufgrund der Saatgutreinigung im modernen Ackerbau in Mitteleuropa nur noch selten anzutreffen ist, gehört sie zu den „stark gefährdeten“ Pflanzenarten.

## Beschreibung

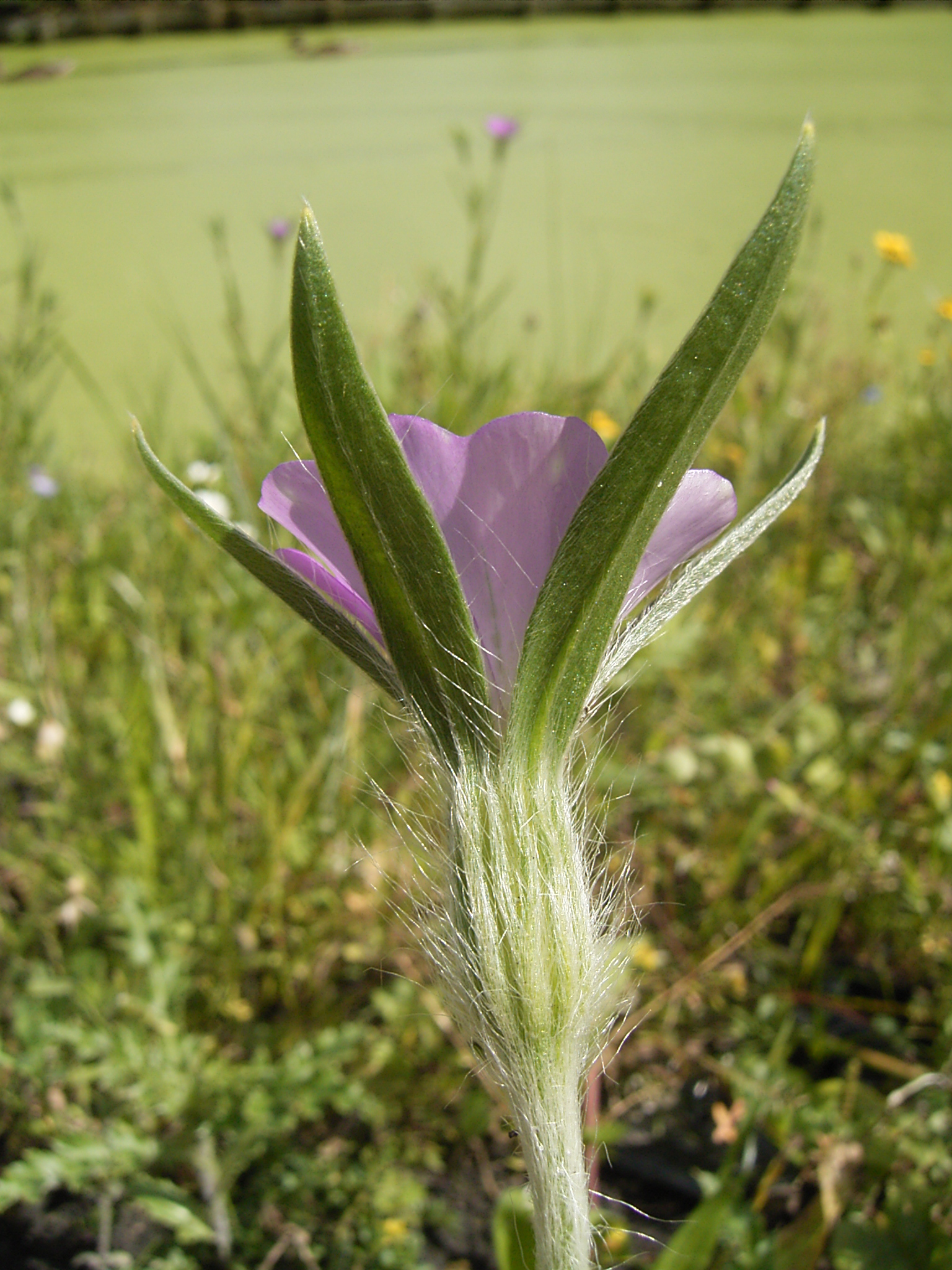
Blüte von der Seite

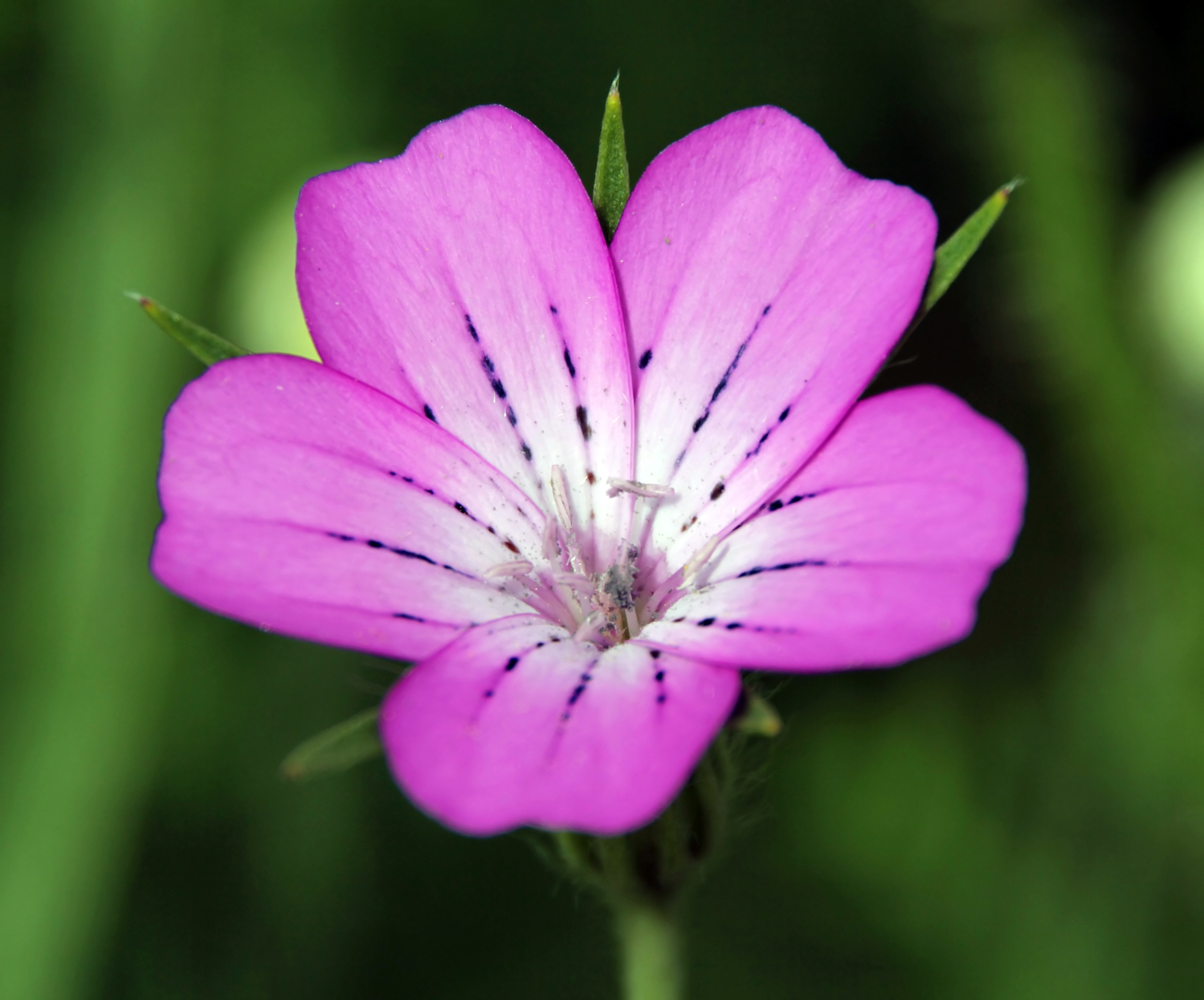
Blüte

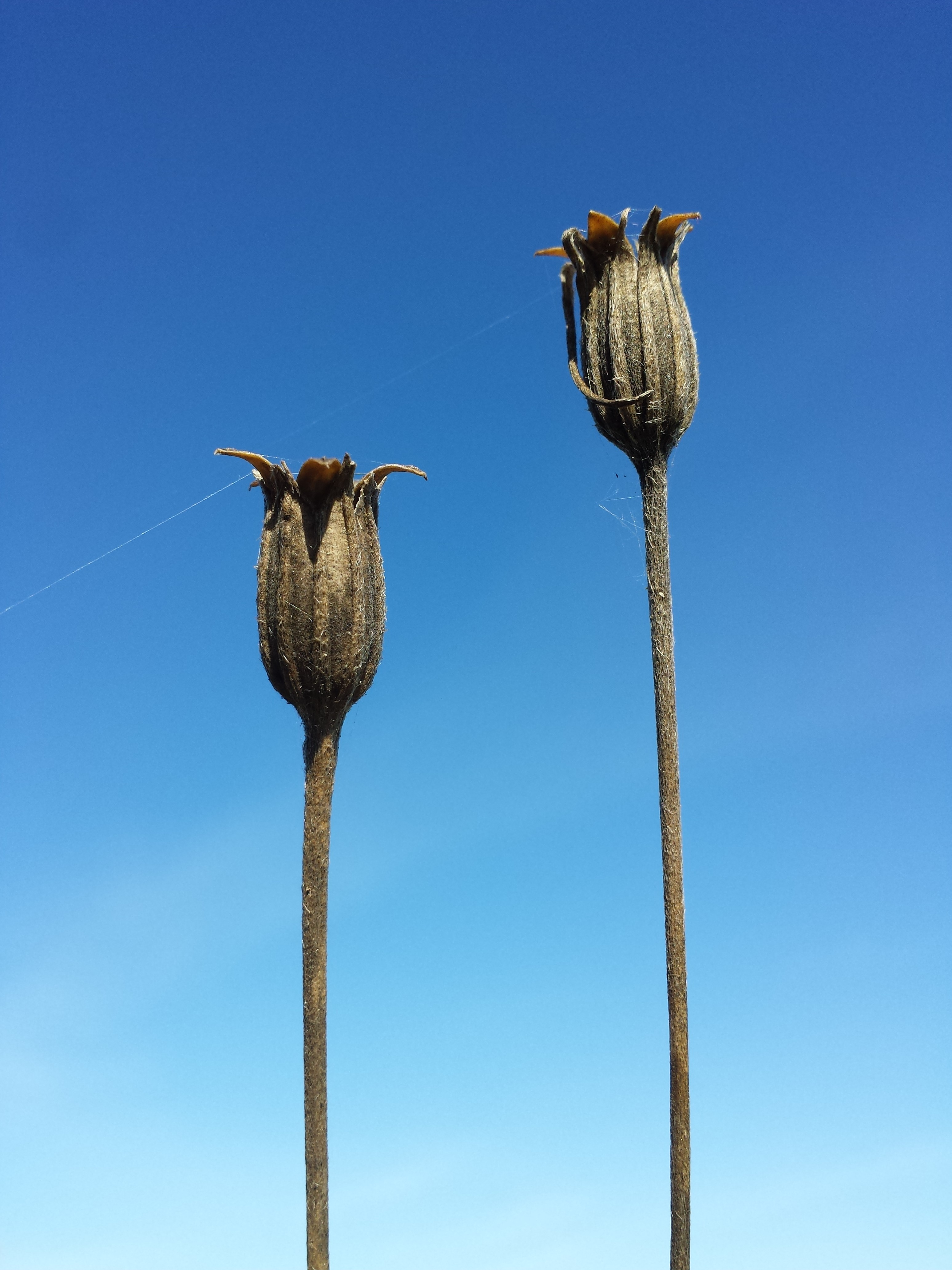
Kapselfrüchte

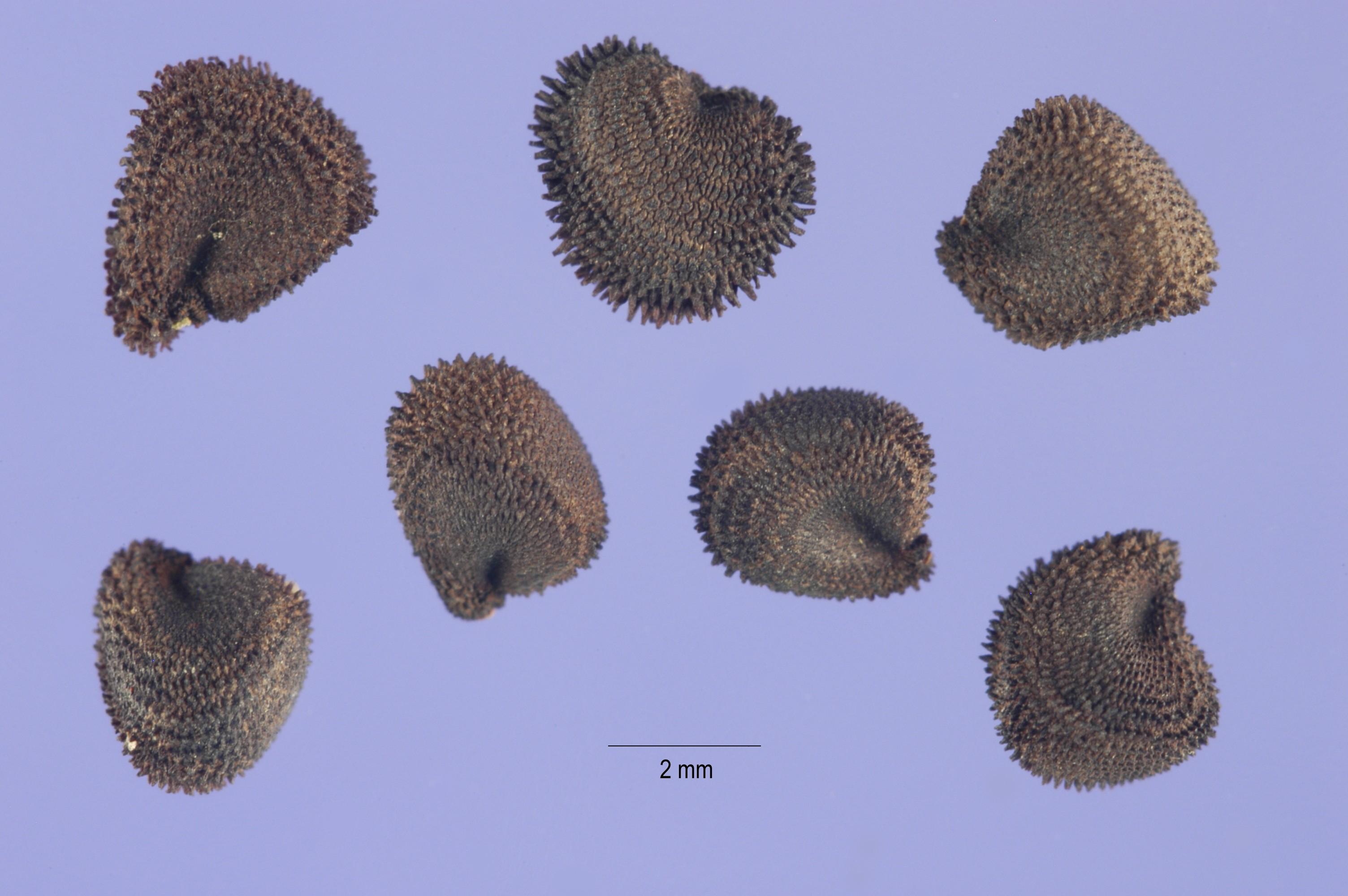
Samen

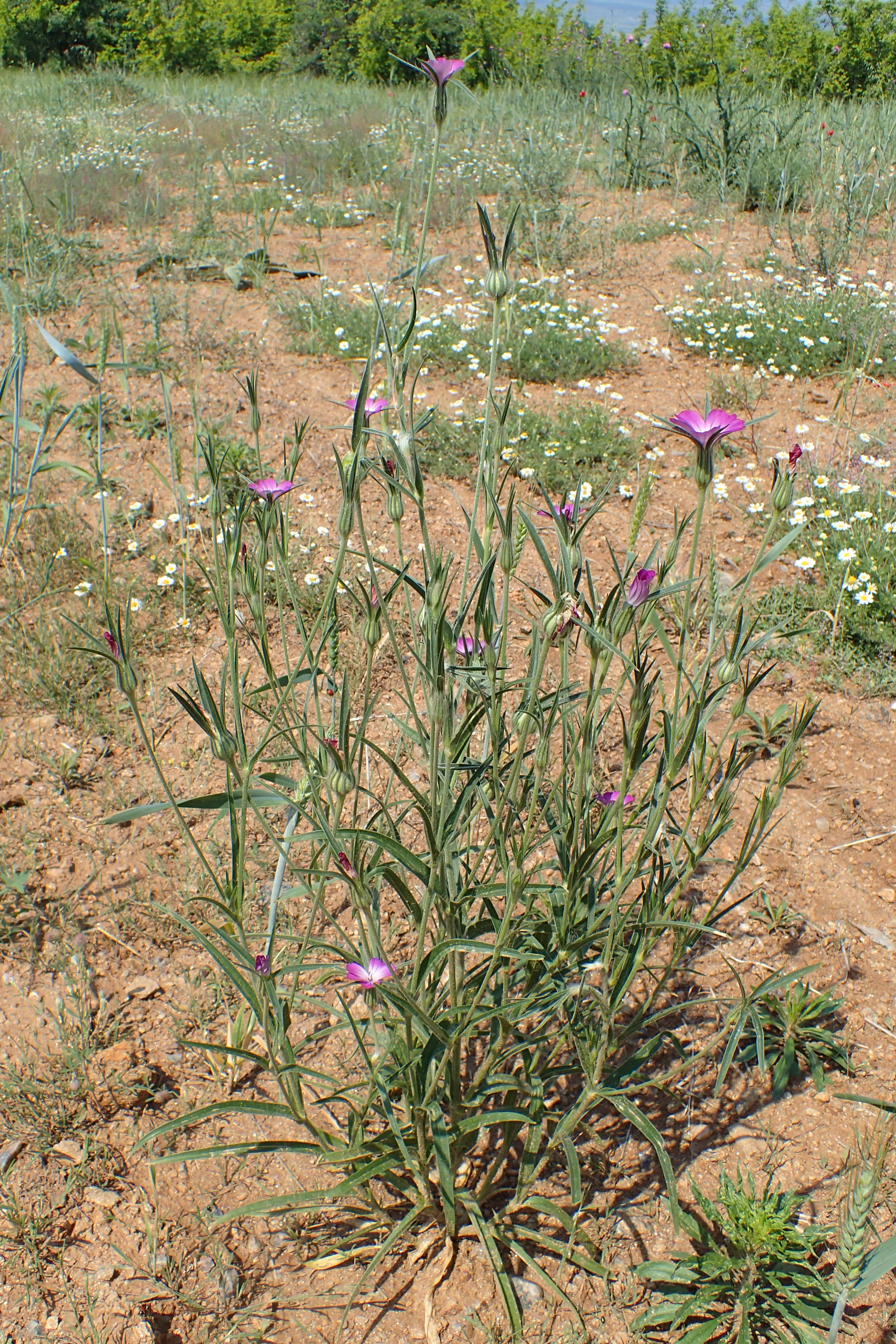
Habitus

### Erscheinungsbild und Blatt
Die Kornrade ist eine einjährige, krautige Pflanze und erreicht Wuchshöhen von meist 60 bis 90 (50 bis zu 100) Zentimetern. Die spindelförmige Pfahlwurzel kann bis zu 85 Zentimeter lang werden. Die oberirdischen Pflanzenteile sind angedrückt bis zottig grau-filzig behaart. Der aufrechte Stängel besitzt kaum, wenn überhaupt, dann nur im oberen Bereich Verzweigungen, manchmal einige Seitentriebe.
Die Laubblätter sind gegenständig am Stängel angeordnet. Die einfache, sitzende, ganzrandige Blattspreite ist bei einer Länge von 4 bis 13 Zentimetern und einer Breite von 2 bis 10 Millimetern schmal-eilanzettlich mit einer etwas verwachsenen Basis und einem spitzen oberen Ende sowie einem erhabenen Mittelnerv.

### Generative Merkmale
Die Blütezeit reicht von Juni bis August. Die endständigen Blüten erscheinen meist einzeln oder bis zu dritt. Die Blütenstiele sind sehr lang.
Die meist zwittrigen Blüten sind radiärsymmetrisch und fünfzählig mit doppelter Blütenhülle. Die fünf 3 bis 6 Zentimeter langen Kelchblätter sind zu einer 1,2 bis 1,5 Zentimeter langen, außen zottig behaarten, rippigen Kelchröhre verwachsen und die 2 bis 3, selten bis zu 4 Zentimeter langen, schmal-eilanzettlichen, spitzen Kelchzipfel sind länger als die Kronblätter. Die fünf 3 bis 3,6 Zentimeter langen, genagelten Kronblätter sind weiß, purpurviolett bis rosafarben,  die verkehrt-eiförmigen Platten besitzen ein leicht ausgerandetes oberes Ende. Eine Nebenkrone ist nicht vorhanden. Die zehn Staubblätter überragen die Blütenkrone leicht. Der oberständige Fruchtknoten ist einkammerig. Die fünf freien, behaarten Griffel überragen die Blütenkrone leicht.
Die Früchte reifen zwischen Juli und September. Die Kapselfrucht ist mit einer Länge von 1,2 bis 1,8 Zentimetern nur wenig länger als der beständige Kelch. Die eiförmige, septizide bzw. scheidewandspaltige Kapselfrucht öffnet sich mit fünf Zähnen und enthält viele Samen. Die schwärzlichen Samen sind bei einer Länge von 2,5 bis 3 Millimetern ei- bis nierenförmig mit erhabenen, spitzen Warzen.
Die Chromosomenzahl beträgt 2n = 24 oder 4n = 48.

## Ökologie
Die Kornrade ist ein winterannueller, überwinternd grüner, skleromorpher (austrocknungstoleranter), mesomorpher Therophyt. Als Ackerbeikraut im Getreide ist sie ideal an ihren Standort angepasst. Die laubigen Kelchblätter ragen mit den Blüten aus dem Getreide heraus und werden zur Photosynthese benutzt. Die Samen werden meist erst beim Dreschen frei. Die Art wurzelt bis zu 85 Zentimeter tief.
Blütenökologisch handelt es sich um „Stieltellerblumen“. Die Kornrade ist gynodiözisch, selten gynomonözisch; die Blüten sind meist zwittrig, aber auch rein weibliche Exemplare kommen vor. Bestäuber sind Tagfalter. Die Blüten sind oft protandrisch, also vormännlich.
Die Ausbreitung der Samen ist stark menschenabhängig, da sie durch den Wind oder Tiere nur wenig ausgebreitet werden. Die Kapselfrüchte öffnet sich erst wenn sie vollkommen trocken sind oder beim Dreschen zerstört werden. Vor Einführung moderner Methoden der Saatreinigung wurden die Samen kaum vom Getreide getrennt und wurden deshalb wieder ausgesät.

## Giftigkeit
Alle Pflanzenteile sind stark giftig.
Von den Samen gelten schon drei bis fünf Gramm als giftig. Wegen der giftigen Samen und der mangelhaften Reinigung des Getreides war die Kornrade lange Zeit ein „gefürchtetes Ackerunkraut“. Heute sind Vergiftungen sehr selten; außerdem ist die Kornrade durch moderne Saatgutaufbereitung als Ackerunkraut fast ausgerottet.
Hauptwirkstoffe sind Saponine wie Githagin und dessen Aglycon Githagenin, daneben Agrostemmasäure. Die giftige Wirkung beruht nicht auf den enthaltenen Saponinen allein, sondern kommt durch einen Synergismus aus Saponin und Ribosomen inhibierenden Proteinen zu Stande.

## Vorkommen, Gefährdung und Kulturform
Die Kornrade gilt als ursprünglich im östlichen Mittelmeerraum beheimatet. Sie ist nach anderen Autoren in Europa, in den gemäßigten Gebieten Asiens und in Nordafrika beheimatet. In Nord- und Südamerika, in Australien, auf den Kanaren und im südlichen Afrika ist die Kornrade ein Neophyt.
Die Kornrade ist auf Ausbreitung mit Saatgut angewiesen. Durch moderne Saatgutreinigung (Trieur) ist die Ausbreitungskette unterbrochen worden. In Mitteleuropa wird die Kornrade als ungefährdet eingestuft. Die Kornrade wurde 1996 in Deutschland nach der Roten Liste gefährdeter Arten als vom „Aussterben bedroht“ bewertet; 2018 wurde sie noch als „stark gefährdet“ geführt.
Die Kornrade gedeiht am besten auf mäßig basen- und stickstoff-salzhaltigen, trockenen Böden. Sie gedeiht in Pflanzengesellschaften der Klasse Secalietea.
Nachdem die Kornrade selbst in botanischen Schausammlungen als Unterrichtsmaterial für Studierende der Phytomedizin nicht mehr verfügbar war, hat man diese Art weltweit gesucht und wiedergefunden. Inzwischen ist sie sogar im Samenhandel erhältlich. Sie lässt sich leicht in einem breiten Spektrum ökophysiologischer Bedingungen kultivieren, auch im Ziergarten. Es existiert eine weiße Kulturform.

## Taxonomie
Die Erstbeschreibung von Agrostemma githago erfolgte 1753 durch Carl von Linné in Species Plantarum, Tomus I, Seite 435. Ein Synonym für Agrostemma githago L. ist Lychnis githago (L.) Scop.

## Vorgeschichtliche Funde
Der erste Nachweis der Kornrade in Deutschland stammt aus dem trichterbecherzeitlichen (Walternienburg-Bernburger Kultur) Mauerkammergrab Kreienkopp bei Ditfurt am Harz. Im Frühneolithikum ist sie als Unkraut unbekannt, wohl, weil es sich um ein Wintersaatunkraut handelt.
In Großbritannien wurde sie erstmals in eisenzeitlichen Schichten nachgewiesen. Drei Nachweise stammen aus der Einhegung von Longstones Field, Avebury (Wiltshire); da aber aus vorrömischer Zeit sonst wenig Nachweise bekannt sind, halten Ruth Pelling et al. eine Verunreinigung aus späteren Schichten für möglich. In Frankreich stammen bronzezeitliche Reste (Bronze IIa) aus der Baume Layrou (Trèves, Gard) im Tal der Trèvezel im Languedoc.

## Geschichte
Die in den Kräuterbüchern der Antike, der Spätantike und des Mittelalters aufgeführten Pflanzennamen lassen sich nur sehr unsicher den uns bekannten Pflanzenarten zuordnen.

### Antike
Mittelalterliche und frühneuzeitliche Autoren glaubten die Kornrade in folgenden Heilpflanzen zu erkennen, die in antiken und spätantiken Quellen beschrieben wurden:
1. Melanthion oder melaspermon oder git bei Pedanios Dioskurides, bei Plinius und bei Galen
2. Lychnis agria bei Pedanios Dioskurides
3. Lolium bei Galen[22][23][24]

### Arabisches Mittelalter
In arabischen Quellen bzw. in deren lateinischen Übersetzungen wurde den Namen melanthion und git der Name nigella hinzugefügt. Avicenna beschrieb außerdem noch ein Getreide mit dem Namen zinzania, welches später als Kornrade gedeutet wurde.

### Lateinisches Mittelalter und Neuzeit
Im 11. Jahrhundert wurde die Kornrade unter den Namen lolium und nigella erstmals sicher nachweisbar. Im Macer floridus (11. Jh.) und inhaltlich gleichlautend im Älteren Deutschen Macer (13. Jh.) wurde ausschließlich die äußerliche Anwendung der Kornrade beschrieben:

„Nigella - Von dem raten. Nigella heiſet zu dute raten. Raten geſtosen mit merretiche vnde wenic ſalzes, heilet vlechtende ſer vnde cancrum. Cancer ist einerhande ſwer ane ſwlst mit vil lochern vnde ſtillet als di miſelsucht. Der raten mit ſwebele vnde mit tubenmiſte vnde mit lylien ſame geſoten in ſtarchem wine, vnde alſo ein plaſter vf di boſen druſen geleit, vertribet ſi. Daſ ſelbe vf di ſwern geleit brichet ſi. Das plaſter weichet allerhand ſwlst. Der raten geſoten mit wirouche vnde mit ſidinvar vnde mit mulſa, acht teil waſſerz, das nunde honic, vnde vf das dich geleit, vertribet ſcyasim, di ſwlst an dem dieche. Das ſwanger wip, vnderrouchet ſi ſich mit dem raten zu rechter zit, ſi gebirt ane ſwerde.“

Im 14. Jahrhundert beschrieb Konrad von Megenberg in seinem Buch der Natur die Giftwirkung der Kornrade: „...wer des krautes ſâmen izt, den macht er trunken vnd vnſinnich.“
Mittelalterliche Bezeichnungen der Kornrade waren auch Gith bzw. Git sowie draspe und rate, wobei damit teilweise auch andere (Acker-)Unkräuter wie Nigella und Lolium (insbesondere Taumel-Lolch) bzw. „Zizania“ benannt wurden.
Unter den Namen Zyzania, Ratem und Prawn korn pluem bildete Vitus Auslasser 1479 die Kornrade ab. Im Kleinen Destillierbuch empfahl Hieronymus Brunschwig zur Herstellung eines Destillats aus der Kornrade die ganze, im Mai gesammelte Pflanze zu verwenden. Für dieses Destillat gab er folgende Indikationen an: A Lähmung („schwinden der glider“). B Migräne („nagel in den ougen“). C Fisteln
Die Väter der Botanik (Otto Brunfels, Hieronymus Bock und Leonhard Fuchs) beschrieben die Pflanze nur kurz und waren sehr zurückhaltend in der Empfehlung von Anwendungen. Im 19. Jh. wurde die Toxikologie der Pflanze erforscht.

### Historische Abbildungen

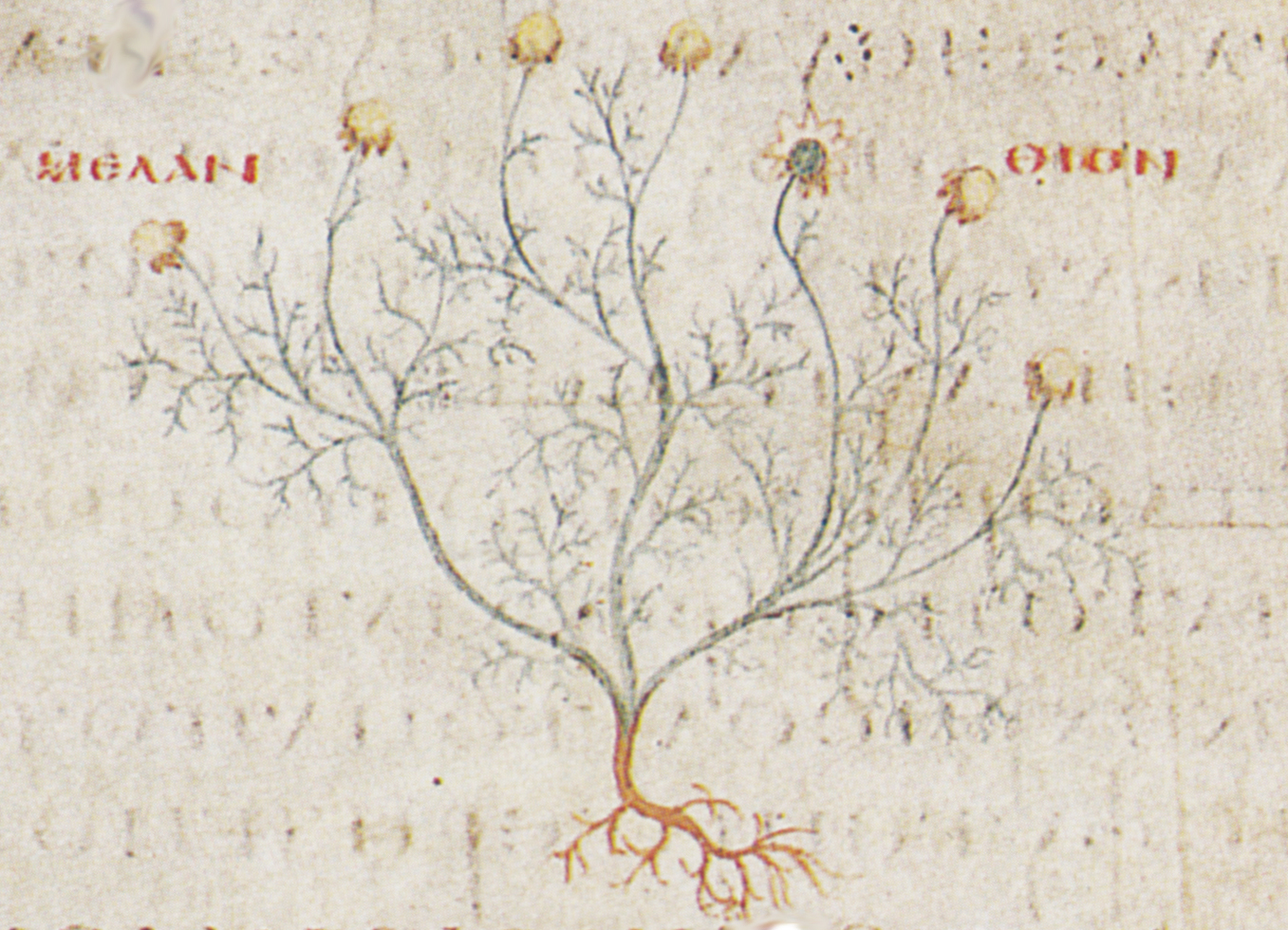
Wiener Dioskurides Melanthion 6. Jh.
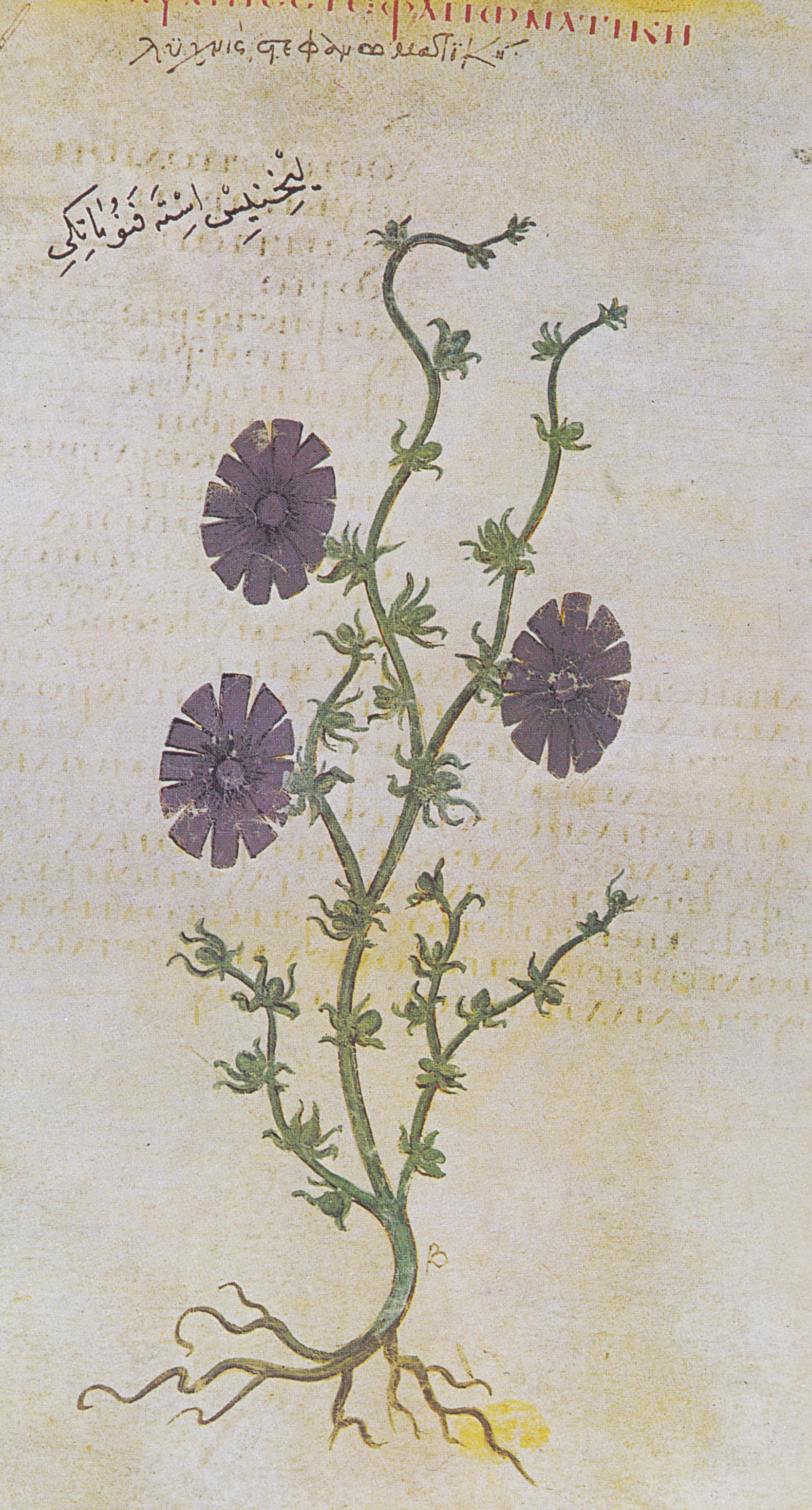
Wiener Dioskurides Lychnis agria 6. Jh.
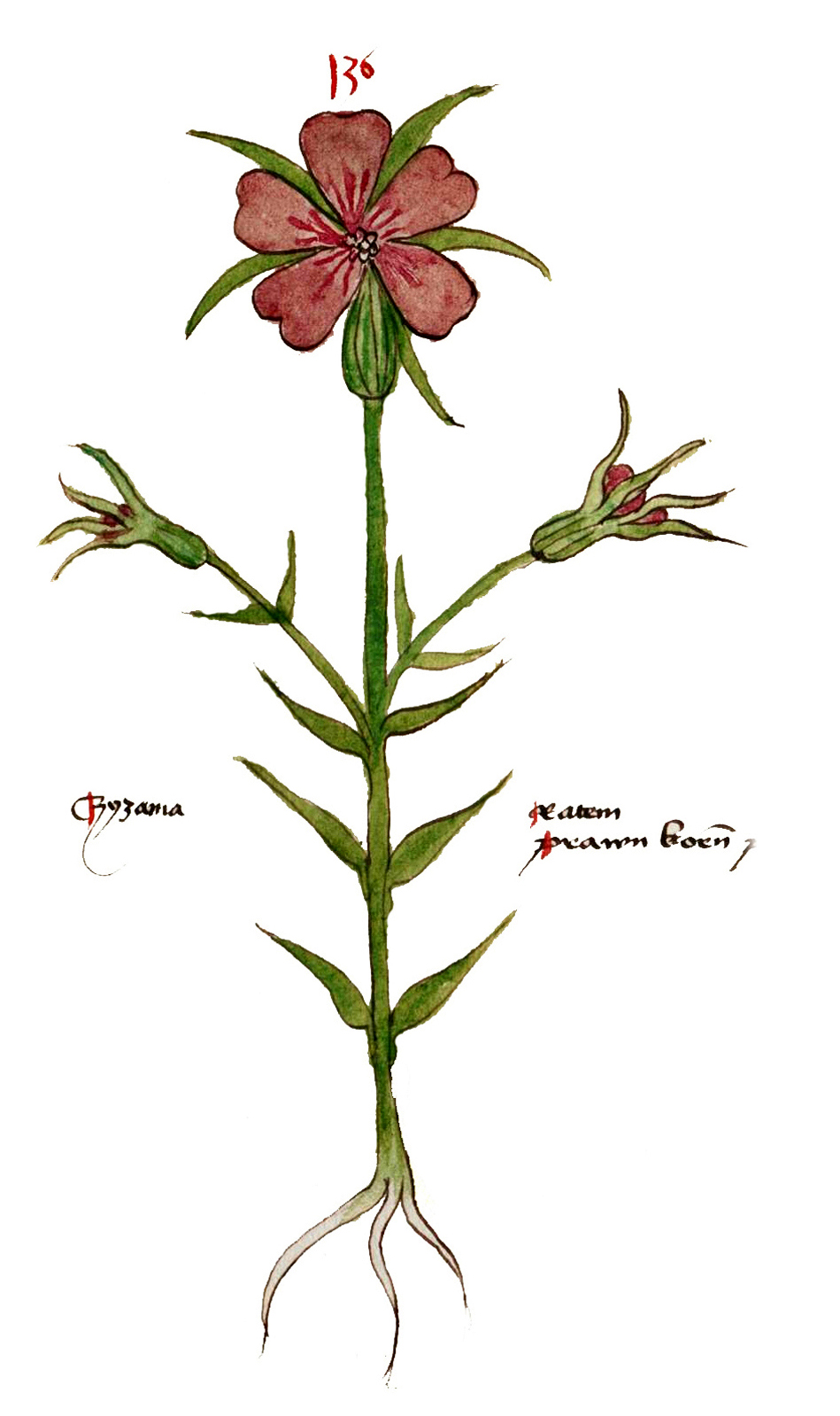
Vitus Auslasser 1479
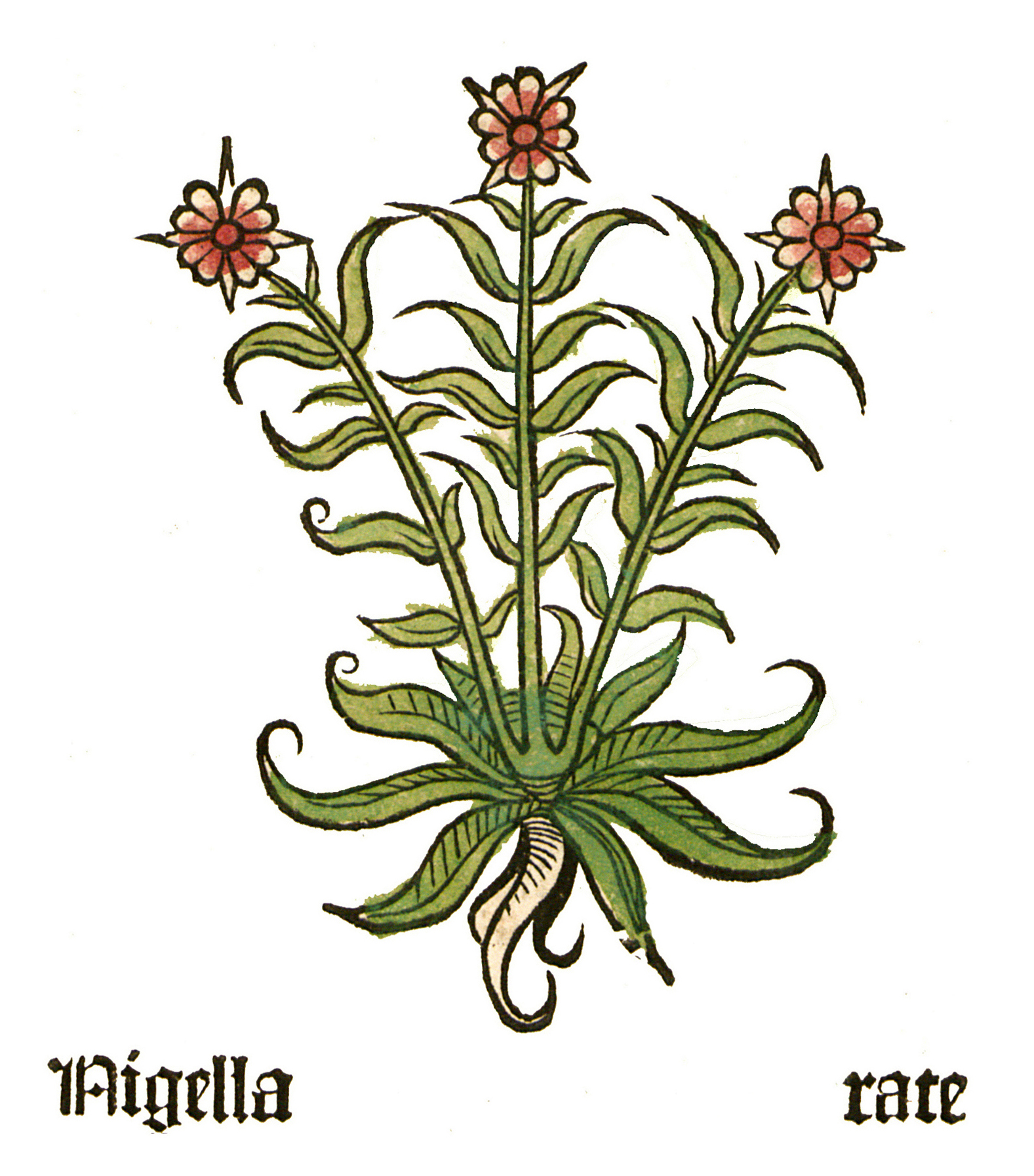
Herbarius Moguntinus  1484
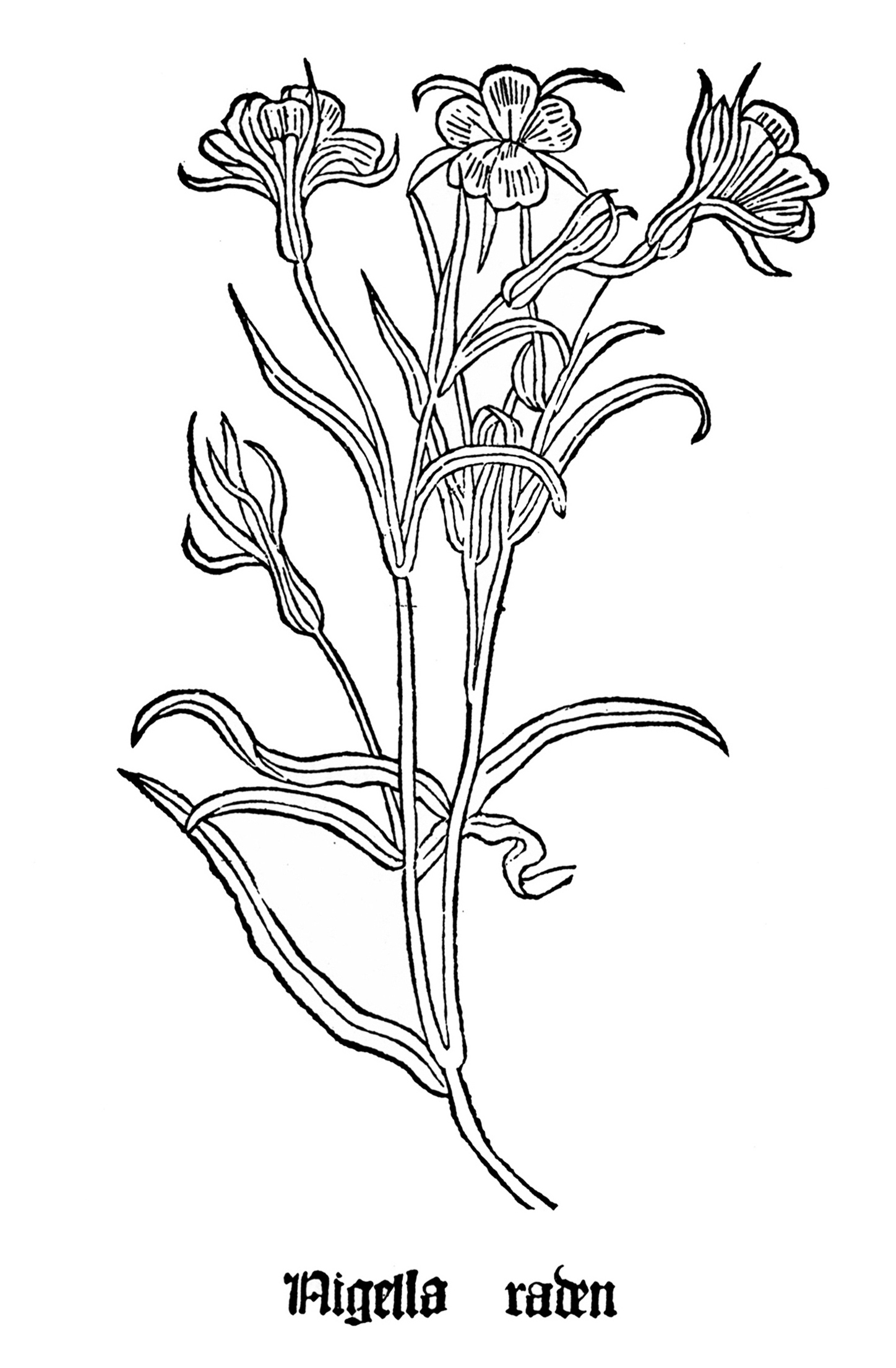
Gart der Gesundheit 1485
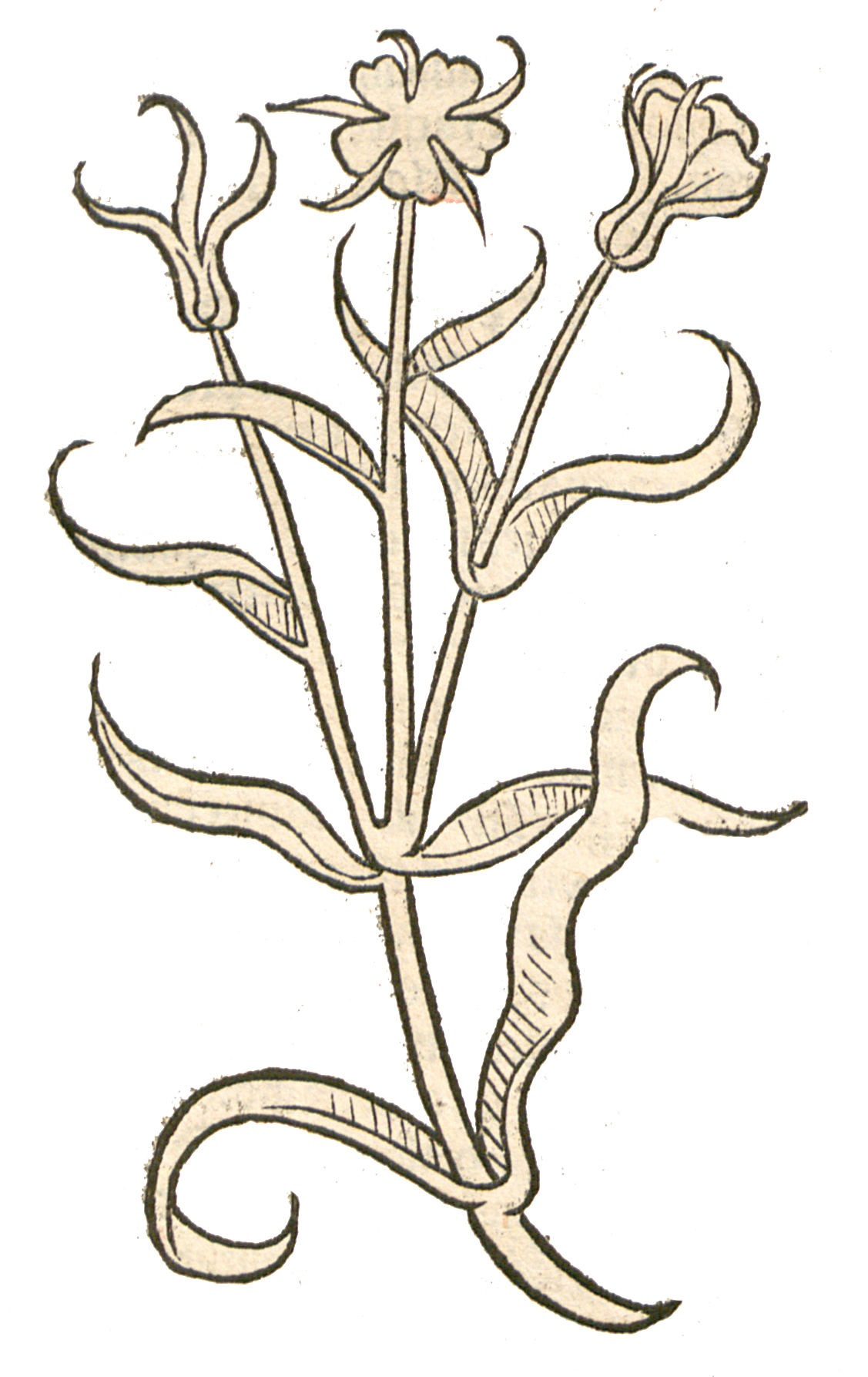
Hortus sanitatis 1491
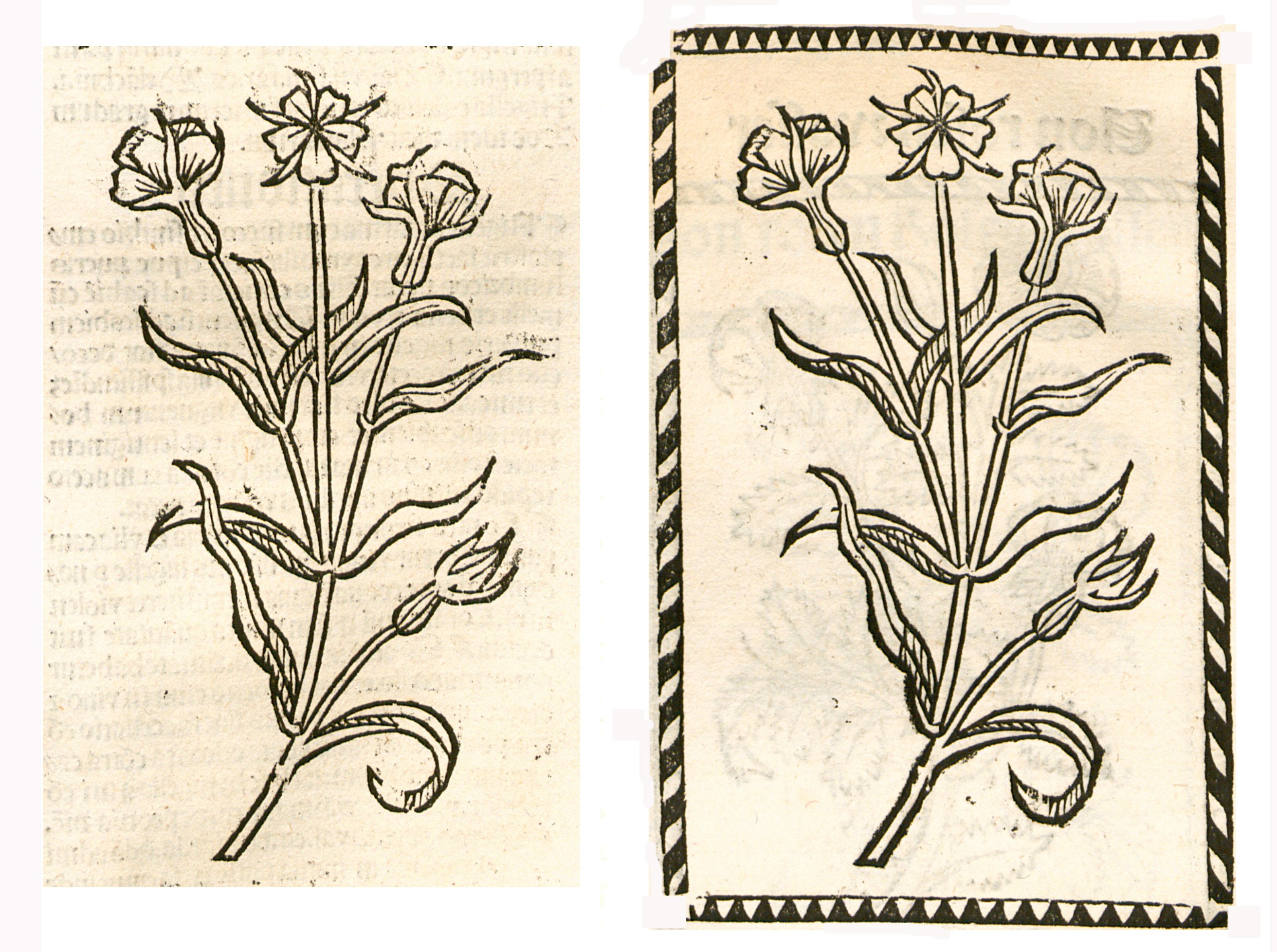
Links: Hortus sanitatis Ausgabe Straßburg 1497 (Nigella). Rechts: Kleines Destillierbuch 1500 (Ratten Krut)
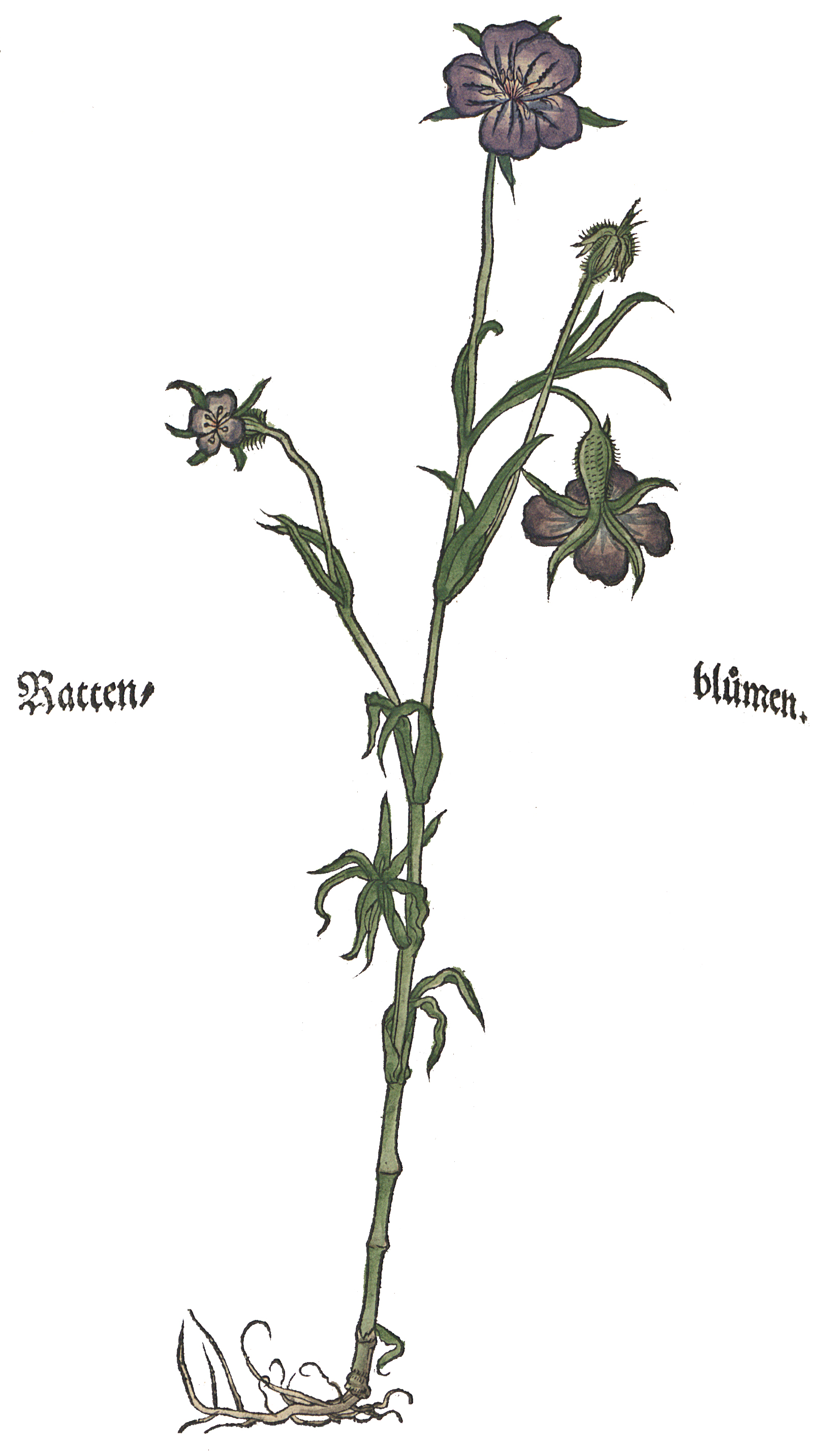
Otto Brunfels 1532
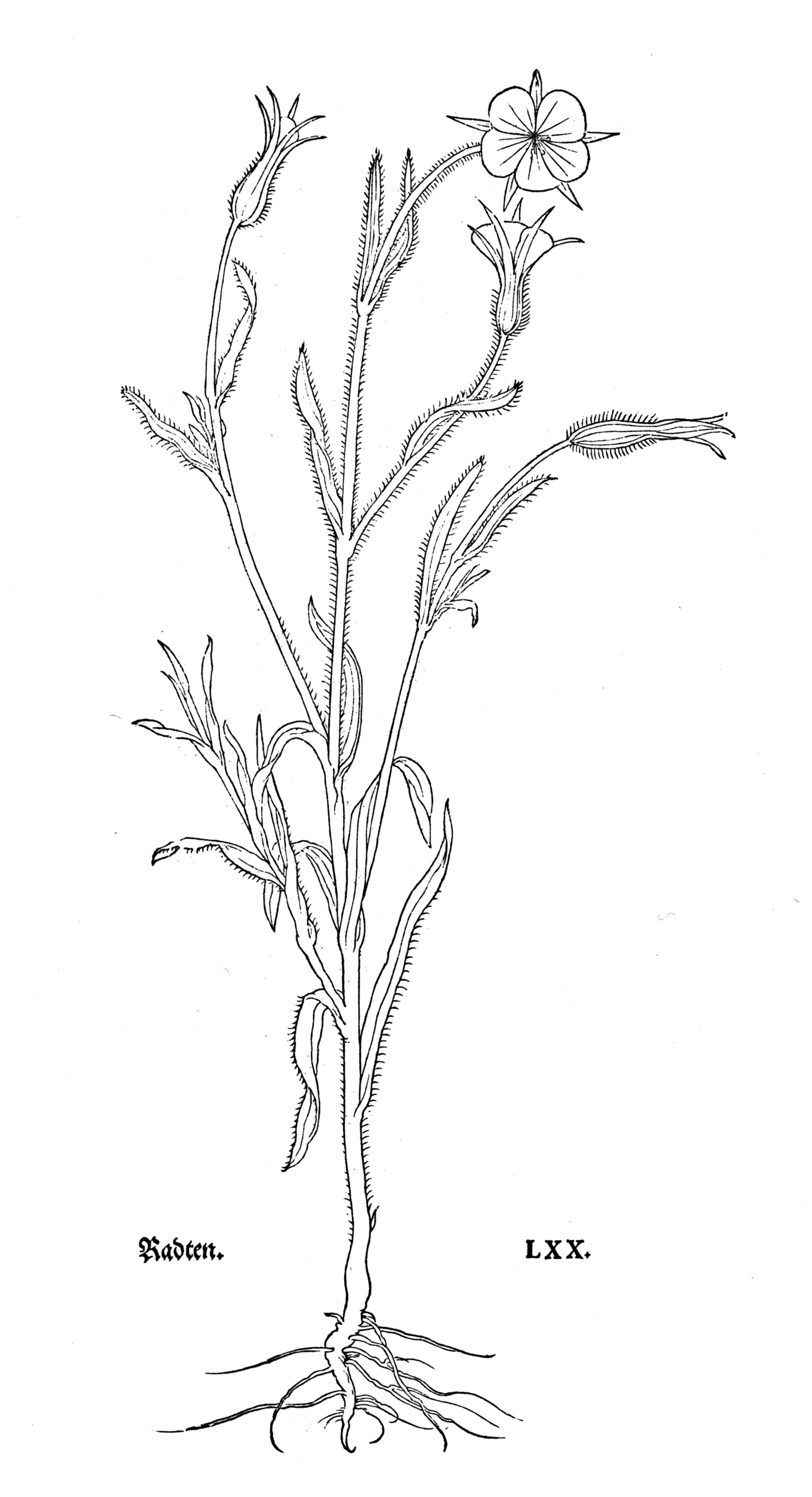
Leonhart Fuchs 1543
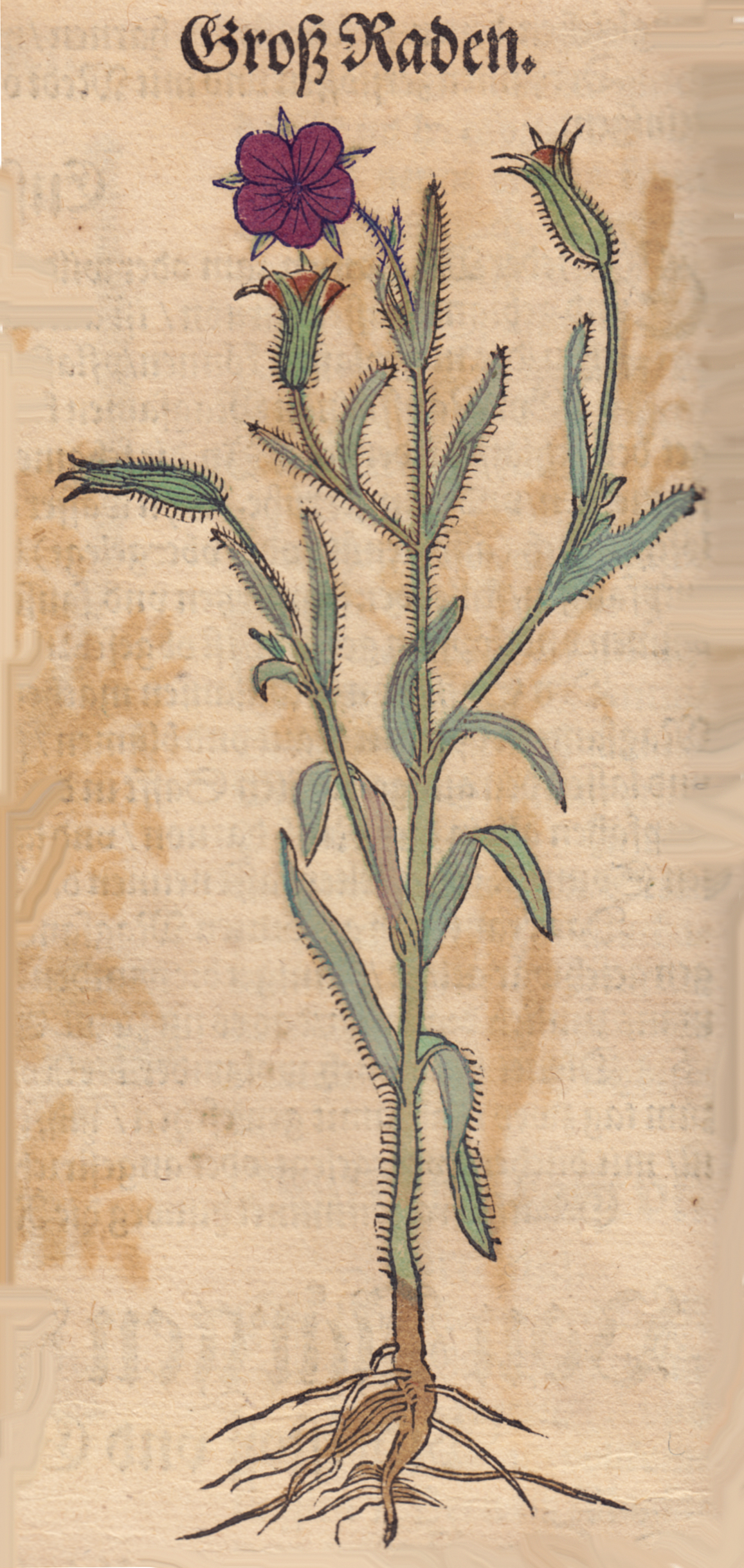
Hieronymus Bock. Raden 1546